# Site archéologique d'Alba-la-Romaine
Pour un article plus général, voir Alba-la-Romaine.
Le site archéologique d'Alba-la-Romaine, correspondant à la ville gallo-romaine d'Alba Helviorum, est situé près de l'actuelle ville d'Alba-la-Romaine, dans le département de l'Ardèche, dans la région Auvergne-Rhône-Alpes. Alba a été du Ier au IVe siècle apr. J.-C., sous l'empire romain, la capitale du peuple gaulois des Helviens dont le territoire recouvrait la région du bas Vivarais. La ville connaît son premier développement à l'époque augustéenne (27 av. J.-C. à 14 apr. J.-C.) et son apogée au IIe siècle.
Un musée y a ouvert ses portes en octobre 2013. MuséAl regroupe ainsi le site archéologique, le musée et un dépôt archéologique.
Vers 1800, Jean-Paul Delichères fait les premières découvertes sur le site. Honoré Flaugergues vers 1820 entreprend des fouilles. Jos Jullien et Frank Delarbre relancent les fouilles avant la Seconde Guerre mondiale.

## Histoire

### L'oppidum de l'âge du Fer

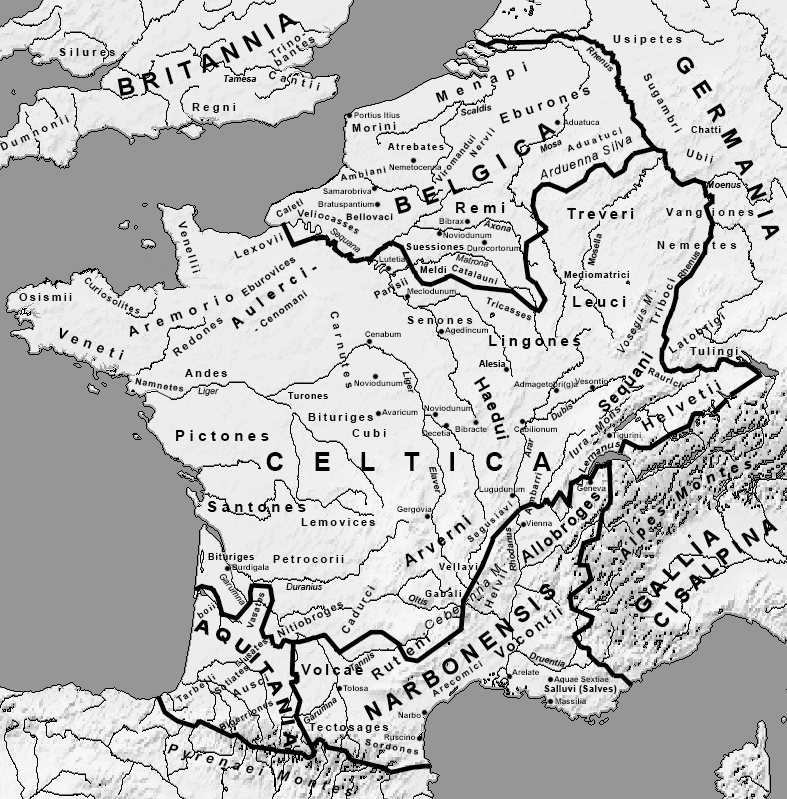
La Gaule et les peuplements gaulois, d'après César.

On a pu supposer que la ville d'Alba avait pris, au début de l'Empire romain, la succession, comme souvent en Gaule, d'une agglomération antérieure. L'existence d'un oppidum protohistorique sur le plateau de Chaulène, au nord-ouest d'Alba, est en effet vraisemblable. L'hypothèse d'un habitat de plaine peut être simultanément retenue, les fouilles pratiquées à l'ouest du site (« Saint-Pierre ») ayant livré des débris d'outillage lithique datant de la fin du IIIe millénaire. À l'emplacement de deux « domus » du sud-est du site (« maisons du champ Delauzun »), un habitat de La Tène III (Ier siècle av. J.-C.) a par ailleurs été révélé par la découverte de céramiques importées, campaniennes de type A, dont des débris ont également été recueillis à « Saint-Pierre », ainsi que de cols, anses ou lèvres d'amphores vinaires d'Italie et une monnaie allobroge, émise avant le troisième quart du Ier siècle av. J.-C.. D'autres oppida sont connus sur le territoire des Helviens comme ceux de Jastres-Nord, et de Jastres-Sud.

### Les Helviens alliés des Romains auIIesiècleav. J.-C.
Quand Bituitos, roi des Arvernes, peuple situé au-delà des Cévennes, fut battu en 121 av. J.-C. par le consul romain Fabius Maximus, Alba était déjà le chef-lieu des Helviens dont le territoire, l'« Helvie », correspond sensiblement au sud du département de l'Ardèche. Leurs voisins étaient au nord les Ségusiaves, à l'ouest les Vellaves et les Gabales, au sud les Volques Arécomiques. Fabius Maximus réussit à dissocier les Helviens des Allobroges et des Arvernes et à les attirer dans l'alliance avec Rome. Ils obtinrent les titres d'alliés et amis du peuple romain et Jules César observait lors de son arrivée en Gaule qu'ils étaient autonomes, avaient leurs propres coutumes et leur administration. Dans la décennie de 80 apr. J.-C., le chef helvien Caburos obtenait sous le nom de Caïus Valerius Caburus la citoyenneté romaine et son fils Caïus Valerius Procillus devint l'ami de César. La politique pro-romaine des Helviens permettait à César d'installer ses forces à proximité des Arvernes. Après sa victoire le territoire helvien et sa capitale Alba Helviorum connaissent un important développement économique.

### Une cité de droit latin
Par la suite Alba reçoit le privilège du droit latin, ce qui lui permet d'obtenir des avantages juridiques et commerciaux. Rattachée d'abord à l'Aquitaine au temps de Strabon, il semble qu'elle soit intégrée à la Narbonnaise. « Point de départ des voies romaines vers Valence, Vienne et Lyon par la rive du Rhône, d'autre part vers Bourg-Saint-Andéol et la Narbonnaise, enfin vers Gergovie - sans compter les routes secondaires -; centre d'une région agricole et surtout viticole; centre de commerce régional, gaulois, et même impérial (…), Alba est dès le Ier siècle une ville importante », observe Marcel Le Glay, sans égaler la splendeur d'Arles, Orange, Nîmes ou Vienne. Sans doute faut-il mettre en rapport son essor avec un fait rapporté par Pline l'Ancien selon qui on avait découvert à Alba, et adopté dans la région, un plant de vigne dont la floraison passait en un jour.
Jusqu'à son apogée, au IIe siècle, elle se développe alors sur deux pôles, au sud sur les terrasses de l'Escoutay et le théâtre, au nord dans le quartier de « Bagnols » situé près de la voie qui mène de la vallée du Rhône au Massif central. Du milieu du IIe jusqu'au milieu du IIIe siècle se construit des édifices publics monumentaux dont un théâtre de 3 000 places.

### Déclin et abandon de la cité
L'époque de la christianisation de la ville est incertaine, entre la fin du Ier siècle ou celle du IIe siècle. Alba fut le premier siège épiscopal de la région.
La fin du IIIe siècle marque le déclin de la cité. Au milieu du Ve siècle, le siège épiscopal est transféré d'Alba à Viviers. Le site antique est déserté, une nouvelle agglomération se forme au Moyen Âge à l'emplacement du village actuel.
Contre le mur du cimetière juif dans le quartier nord de Bonn / Allemagne se trouve un relief de la pierre tombale du premier habitant de Bonn nommément connu, un légionnaire romain venu en 35 apr. J.-C. de Alba Helviorium (aujourd’hui Alba-la-Romaine). L’inscription tombale, traduite du latin, signifie : « Ici repose Publius Clodius, fils de Plubius, de la région de Voltinia, né à Alba, soldat de la 1re légion, 48 ans, décédé après 25 ans de service. »

## Archéologie
Installée sur une voie de communication reliant la vallée du Rhône au Massif central, la ville antique, dépourvue d'enceinte, s'étend sur 30 hectares, circonscrite par les nécropoles de Saint-Martin (Ier et IIe siècles apr. J.-C.) au sud-est et de Saint-Pierre (IIe – IVe siècle apr. J.-C.) à l'ouest. La ville est organisée à partir de deux voies majeures qui se coupent à angle droit, l'une orientée nord/sud (le cardo maximus) et l'autre ouest/est (que l'on présume être le decumanus maximus, selon un réseau de rues perpendiculaires. Le cardo maximus, pavé de grandes dalles, large de 5 mètres et long de plus de 300 mètres, part de la rivière et aboutit au centre monumental qu'il longe. Un troisième axe, long de 70 mètres, a été mis au jour au nord de la ville, orienté nord-est/sud-est et reliant le forum au sanctuaire de Bagnols. Il témoigne de l'existence d'un schéma urbanistique antérieur au premier siècle avant notre ère qui organise toute la partie orientale de la ville.
Le périmètre de la ville est évalué à quatre kilomètres. L'évaluation de la population reste cependant extrêmement difficile. Son approvisionnement en eau se faisait par des aqueducs depuis des sources situées sur les versants du massif du Coiron. Les vestiges de l'un d'entre ont été découverts. Dans une domus un puits domestique atteste l'utilisation simultanée de la nappe phréatique. Des tuyaux, en plomb ou en bois, permettaient la distribution de l'eau. Un système d'égouts maçonnés assuraient l'évacuation. Cardo et decumanus étaient notamment équipés d'un égout latéral qui recueillaient les eaux usées ou pluviales collectées par de nombreux caniveaux.

### Quartier nord («Les Bagnols»)
Le quartier que l'on appelle aujourd'hui de Bagnols est là où ont été repérées les premières traces d'habitat sur la plaine d'Alba. La ville antique est partie de ce quartier dès le premier siècle avant notre ère et s'est ensuite étendue sur le lieu-dit du Palais, autour du centre monumental.
Au nord de la ville antique, alors qu'elle se développe, se situent un sanctuaire gallo-romain important, un habitat populaire construit en matériaux périssables (terre, bois) et vraisemblablement une activité artisanale ou commerciale. Au cours du Ier siècle apr. J.-C., son sanctuaire s’agrandit et accueille le culte impérial, soulignant l'allégeance des Helviens à l'empereur et leur complète intégration à l'Empire romain. En 1992, la statue d’un empereur divinisé y est retrouvée. Le quartier est relié au centre monumental par une voie processionnelle qui longe ensuite le centre monumental par l'est. Toutefois, dès le IIIe siècle, des traces d'abandon et de réutilisation des pierres du sanctuaire sont avérées, signe d'un début de décadence.

### Cardoetdecumanus

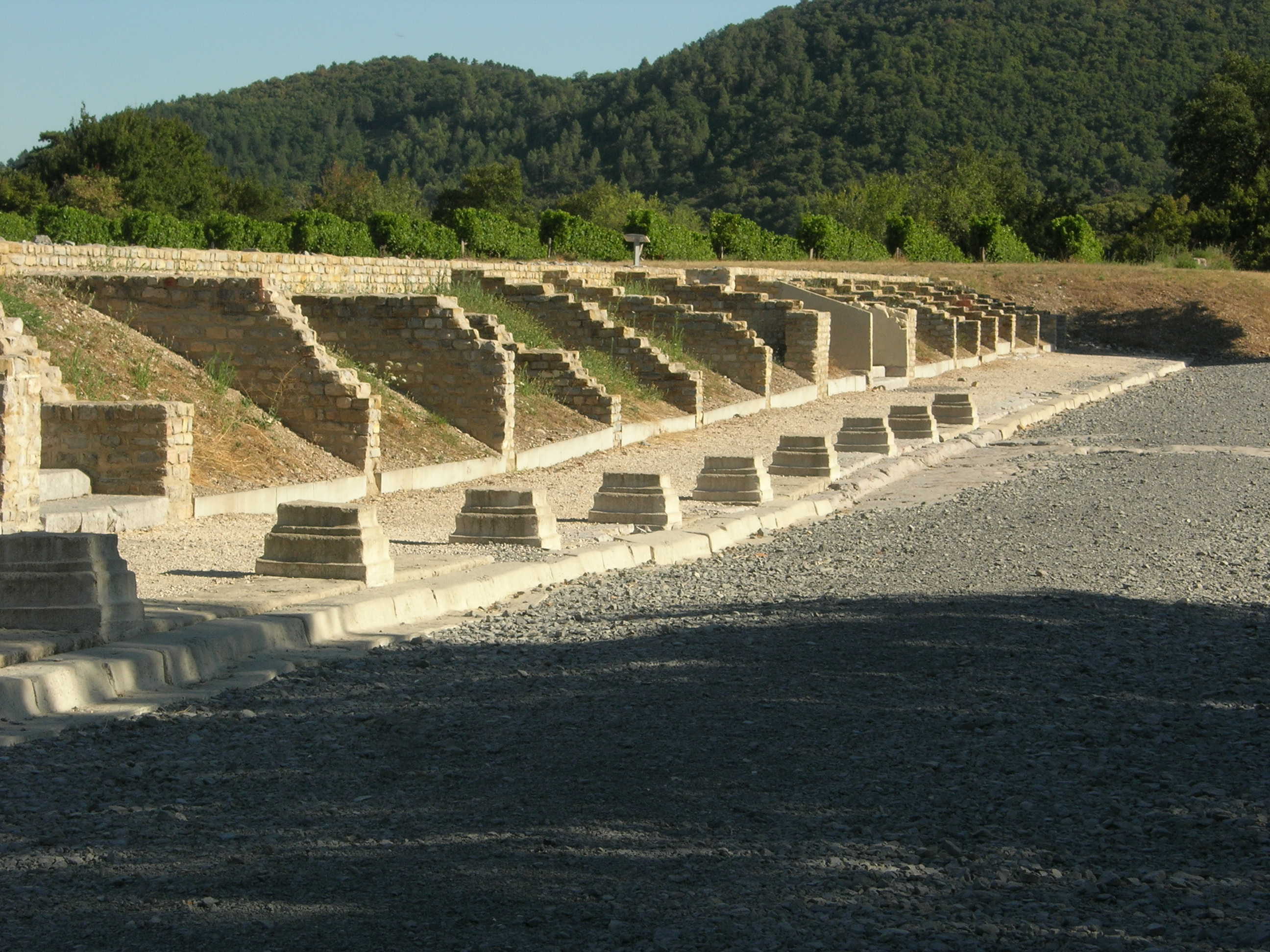
Le cardo et les boutiques.

La ville romaine fut fondée, à l'extérieur du village actuel, au nord de l'Escoutay, à partir de deux axes perpendiculaires, le cardo (nord-sud) et le decumanus (est-ouest), qui forment la base du quadrillage de l'urbanisme romain. Aujourd'hui dégagé sur 150 mètres, le cardo est composé de blocs de calcaire dur (« marbre de Lussas », d'une épaisseur d'environ 28 cm, sur lesquels apparaissent encore les traces des roues des charrettes. La chaussée, d'une largeur d'environ cinq mètres, rebords non compris, recouvre un réseau d'adduction d'eau et un égout.
Le cardo conduit au forum (« quartier du Palais ») et longe sa façade ouest bordée d'un portique d'une largeur de 4,60 mètres. Une vingtaine de boutiques surmontées d'un étage sont alignées en contrebas, quatre escaliers menant à l'esplanade supérieure. Cinq d'entre elles ont livré un matériel datant de plusieurs époques séparées par des couches correspondant à deux incendies, le premier ayant vraisemblablement lieu au plus tard au milieu du IIe siècle. On devait vendre dans les boutiques de la vaisselle en terre cuite (coupes, lampes votives aux décors surmoulés) et en verre.

### Centre monumental et forum («Le Palais»)

#### Édifice public quadriportique
Au nord, un édifice à vocation publique, composé de quatre ailes à portique, est construit autour d'un grand jardin avec deux bassins. Le portique s'ouvre sur des exèdres semi-circulaires ou rectangulaires. Jusqu'au milieu du IIe siècle l'exèdre monumentale, composée d'une salle voûtée comportant une banquette latérale habillée de mortier de tuileau, se situe à l'est. Des modifications surviennent par la suite, l'aile nord se monumentalise et un bassin d'agrément est créé. La fonction de cet « édifice public quadriportique » est, tout comme l'édifice au nord du centre monumental, obscure.

#### Édifice économique ou religieux
Un premier édifice, datant du IIe siècle, est situé au sommet du centre monumental en bordure du cardo maximus. Sa fonction pourrait être en rapport, dans le cadre de la vie économique et religieuse de la cité, avec les corporations.
Une inscription, probablement du Ier siècle, trouvée sur un sarcophage (remploi ultérieur) dans le quartier Saint-Pierre en énumère quatre, drapiers (centonarii), ouvriers du bâtiment (fabri), utriculaires (utriclarii) et fournisseurs de bois pour les constructions (dendrophori) qui semblent toutes en relation avec le commerce du vin.
Ces corporations témoignent sur cette inscription de leur puissance économique et politique dans la cité, et ce bâtiment public qui devait être magnifiquement décoré pourrait leur être attribué.
Le bâtiment se compose de quatre ailes entourant un jardin avec un bassin central. À l'origine trois ailes à portique s'ouvraient sur ce jardin, la partie est étant fermée par un simple mur qui fut transformé 30 ou 40 ans plus tard en dernière aile à portique.
L'exèdre monumentale, à l'ouest, est épaulée par des salles annexes et axée sur le prolongement du jardin.

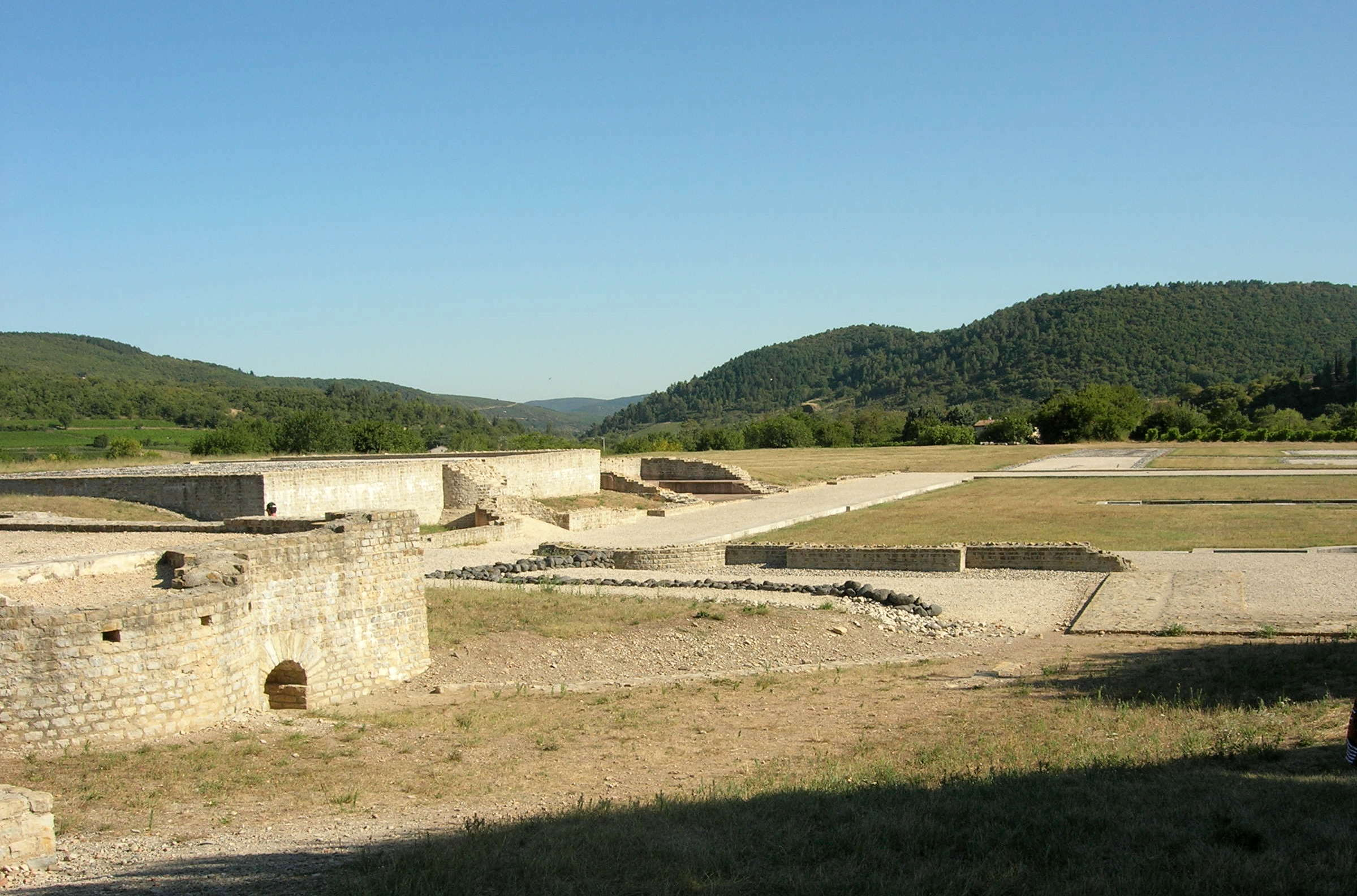
Quartier du Palais, aires A et B.
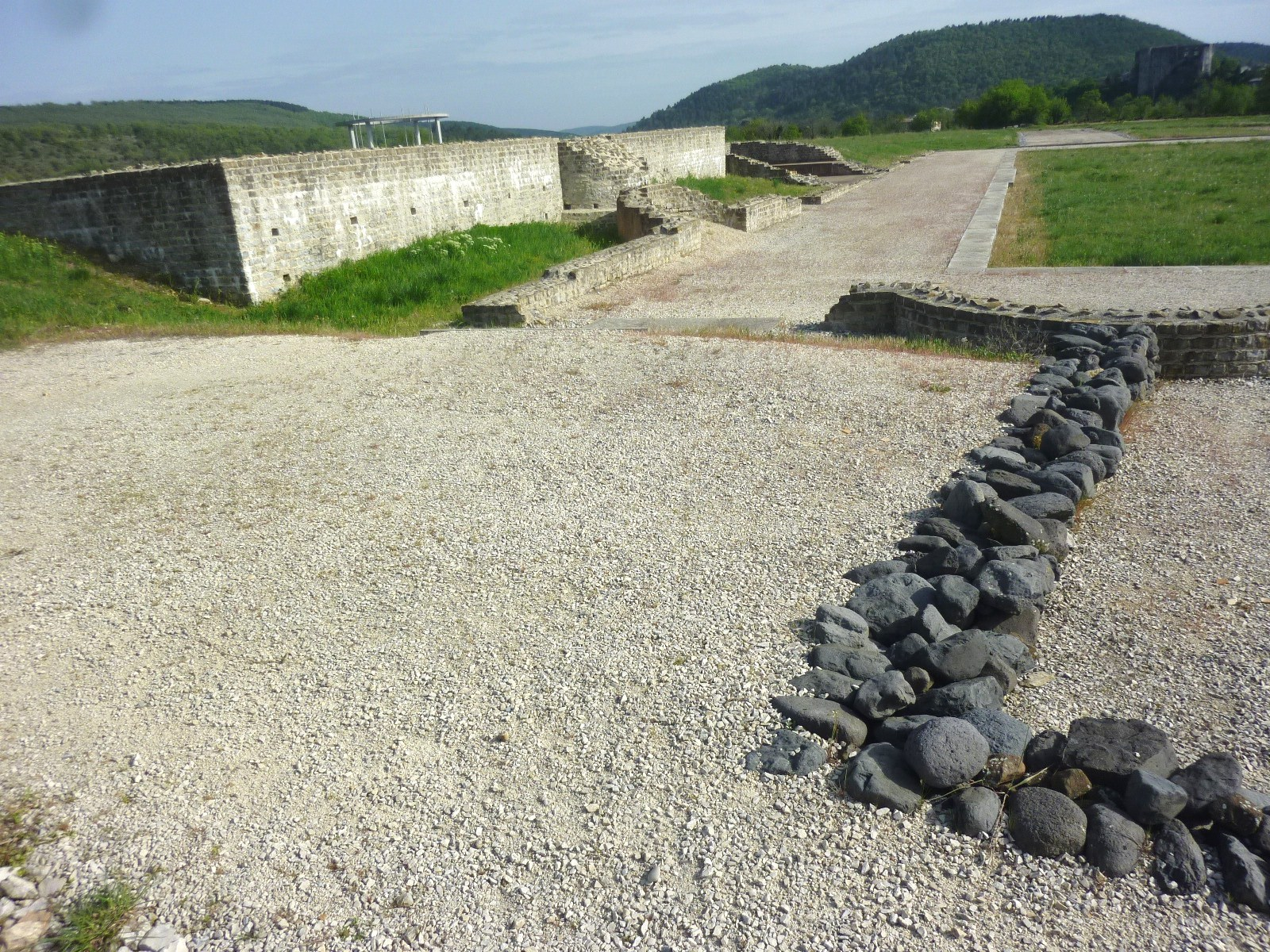
Quartier du Palais, aire A et macellum.

#### Area publicaetarea sacra
Le forum est composé de deux espaces, l'aera publica (publique) au nord et l'aera sacra (religieux) au sud.
L'area sacra est composée de deux édifices à portique qui sont construits en enfilade du sud au nord.
Le portique sud, dont le décor apparaissait soigné (placages de marbre, colonnes de calcaire tendre, sol de mosaïque à décor géométrique noir et blanc), est une galerie couverte qui ouvre sur une cour. Un temple, avec vestibule (pronaos) et grande salle (cella), datant du IIe siècle, se trouve au centre de la cour. Une niche semi-circulaire faisait face à l'entrée. Au sud de ce temple, invisible aujourd'hui, une basilique, à la fois tribunal et place d'échanges commerciaux, a été découverte.
Le portique nord entoure une cour et un bâtiment, grande salle prolongée par une abside axiale, qui a pu recevoir l'administration municipale, la (Curie). Répondant à la nécessité de compenser la pente du terrain, un cryptoportique, sous-sol constitué d'une structure de piles et poutres, a permis un niveau d'utilisation mais a été remblayé à la fin du Ier siècle. À l'angle nord-ouest du portique, l'arc de sa porte d'accès demeure visible.

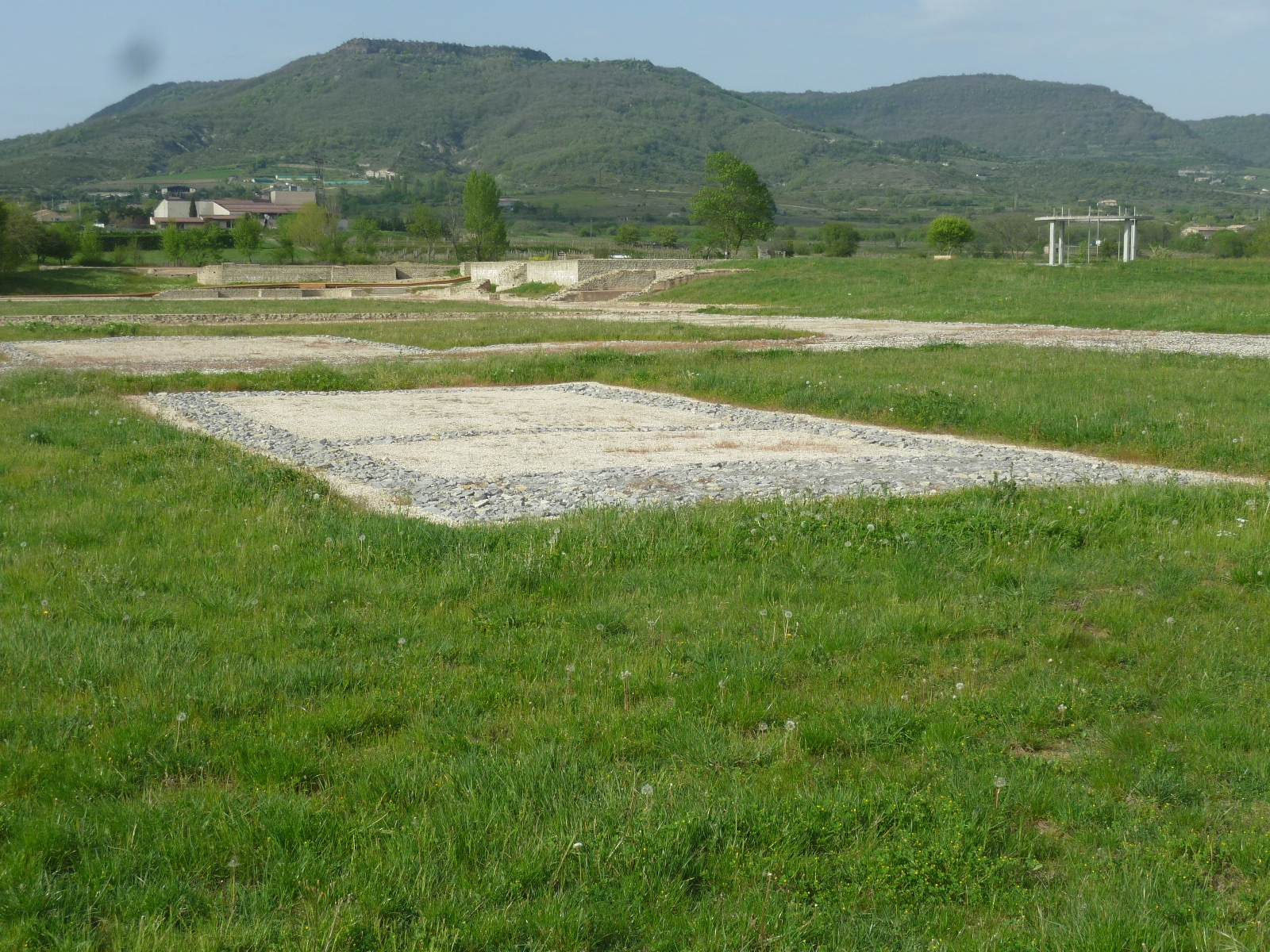
L'area sacra vue du sud.
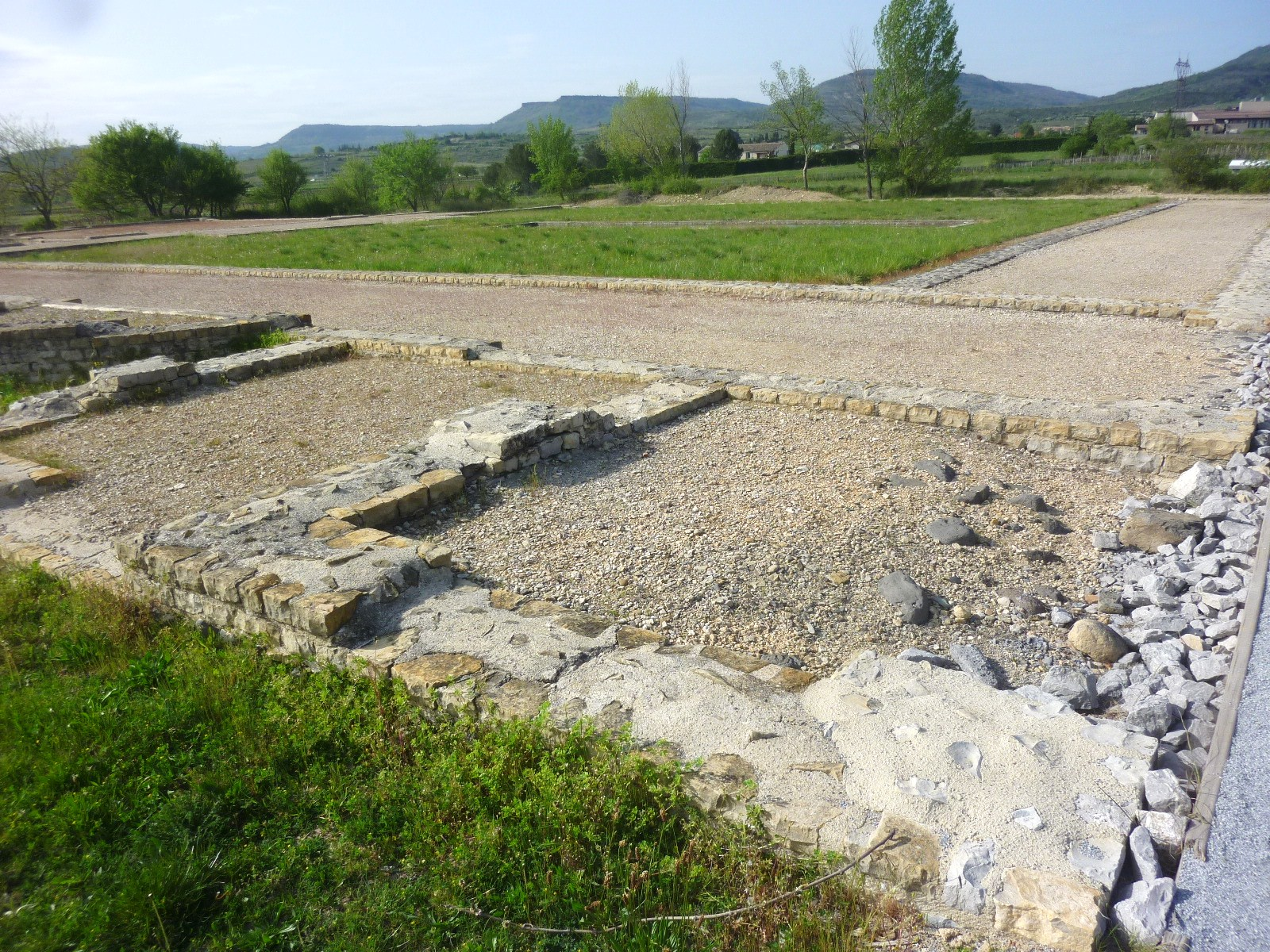
Quartier du Palais vu du nord.

### Ouvrage hydraulique souterrain

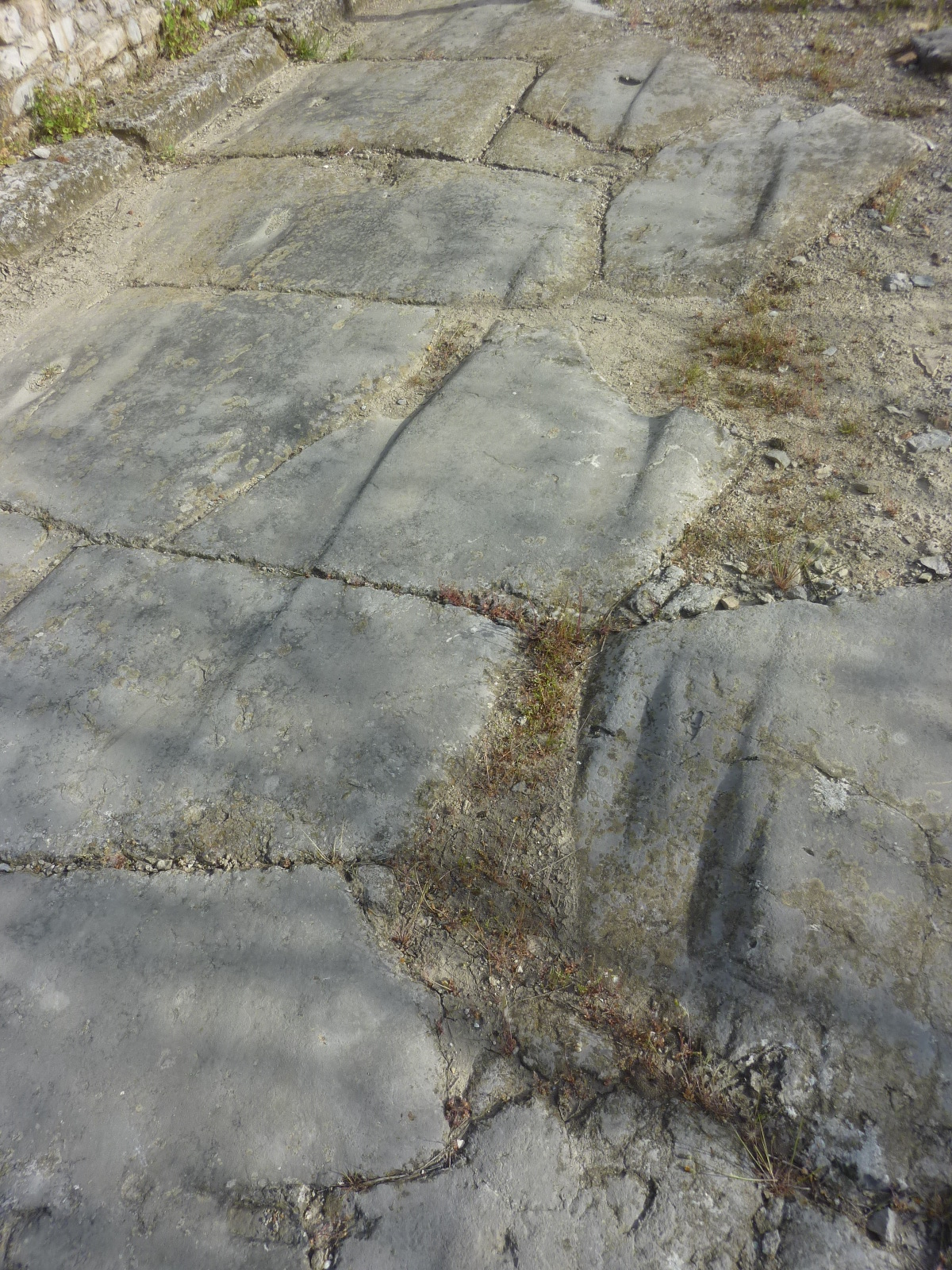
Dalles du cardo maximus.

Un réseau complexe de canalisations a été découvert en 1966 à 40 mètres au sud de la voie dallée, à l'endroit où la route nationale 102 traverse le ruisseau de la Théoule ou du Palais. La canalisation principale qui part du lit du ruisseau se dirige d'abord vers le sud puis tourne à angle droit vers l'ouest. Sa largeur est de 60 centimètres, sa hauteur de 70 centimètres au départ puis dépasse rapidement 2 mètres. La construction est d'une remarquable qualité, petit appareil soigné pour les parois, voûte en berceau maçonnée avec des pierres placées de champ.
De petites ouvertures sont percées dans le mur de gauche pour permettre l'infiltration des eaux. Sur le mur de droite sont aménagés de petits canaux secondaires assurant leur évacuation. La première partie de la canalisation principale est coupée à un niveau inférieur par une autre galerie dont la voûte est formée d'éléments architecturaux de réemploi, fragments de colonnes, et de dalles. Sur l'une d'entre elles, également de réemploi, figure l'inscription de la dédicace d'une adduction d'eau par le particulier à l'origine de sa construction.
L'ensemble servait peut-être « à récupérer les eaux de crues du ruisseau et à les restituer, par irrigation, pour renforcer les nappes phréatiques et assurer une alimentation plus abondante et plus régulière des puits ».

### Le théâtre
Au sud-est, à 150 mètres du forum, sur la limite est de la ville, le théâtre est traversé par le ruisseau d'Aunas. Seuls trois exemples de théâtres situés sur des cours d'eau sont connus dans le monde romain.
Partiellement exhumé entre 1932 et 1935, il est aujourd'hui dégagé. Les fouilles ont révélé que son développement s'était fait en trois états successifs.

Le théâtre
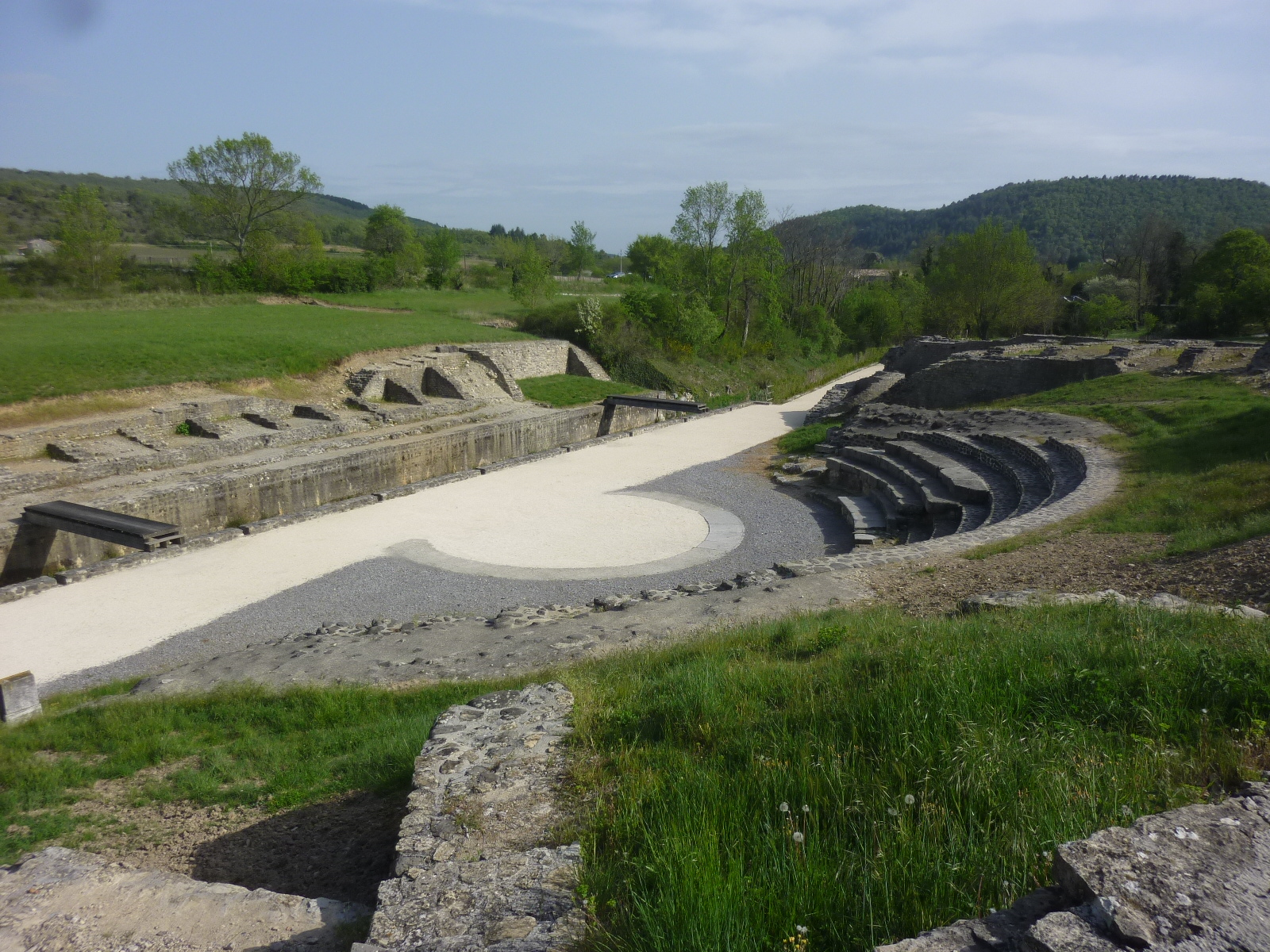
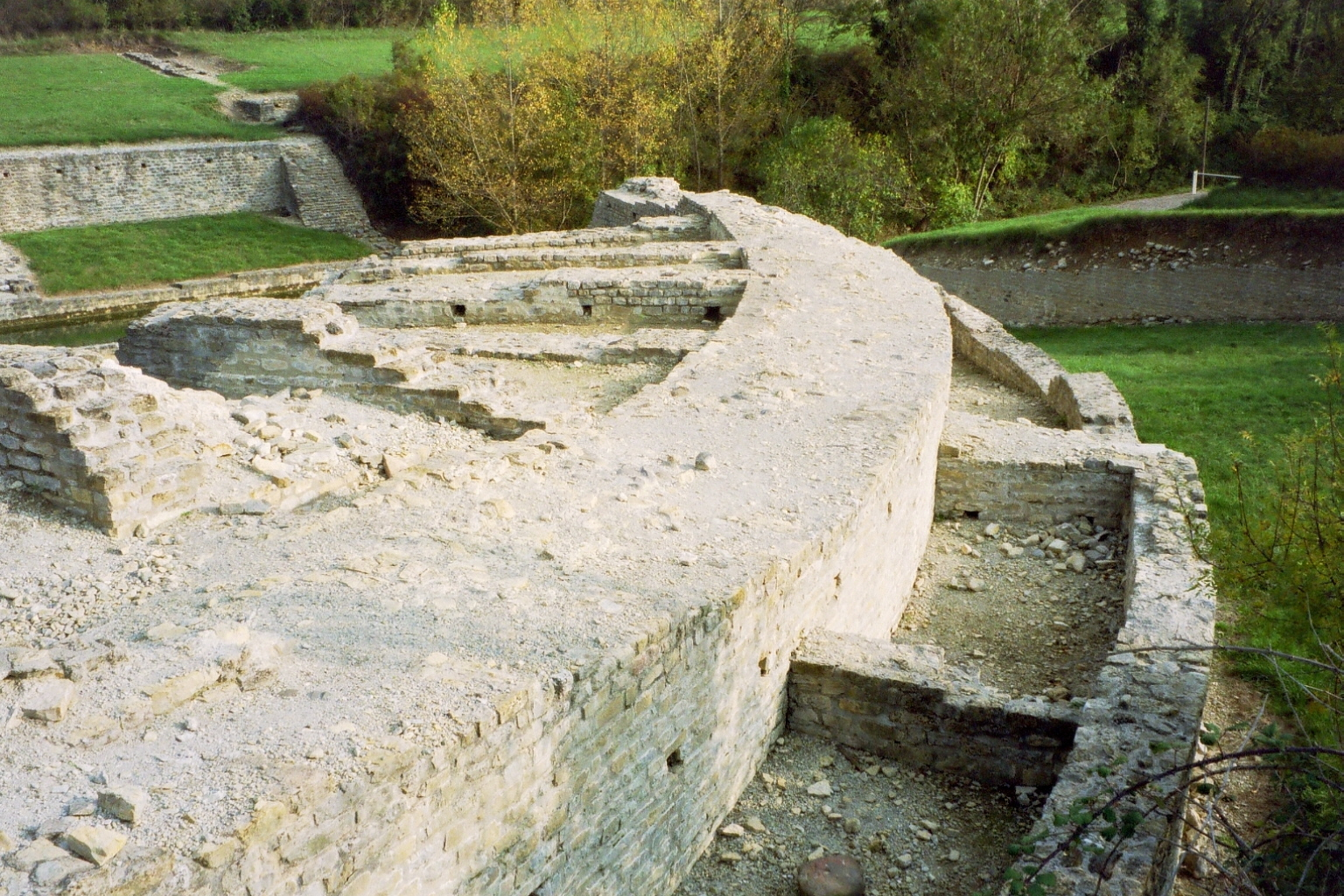

#### Premier état
Le plus ancien théâtre, de forme polygonale et de 50 mètres de diamètre, est une construction légère (gradins en terre et planches de bois), n'occupe que la rive droite du ruisseau qui se trouvera par la suite canalisé. Il daterait de la fin du Ier siècle av. J.-C. et serait ainsi l'un des théâtres les plus anciens de Gaule Narbonnaise.

#### Deuxième état
Une première reconstruction fut opérée au plus tôt en 30-45 apr. J.-C. Le théâtre est alors remblayé selon une forme semi-circulaire d'un diamètre de 68 mètres. Un franchissement du ruisseau, canalisé, est réalisé.

#### Troisième état
Une seconde reconstruction date du début du IIe siècle. Le théâtre se développe alors sur les deux rives du ruisseau, la cavea et l'orchestra occupant la rive droite, l'espace scénique enjambant le ruisseau, le mur de scène se trouvant sur la rive gauche. C'est ce dernier état qu'a restitué la restauration.
Sur la rive droite du ruisseau, des quatre murs demi-circulaires et concentriques qui supportaient les vingt-deux rangs de gradins de la cavea réservée aux sièges des spectateurs, un seul subsiste. On pouvait y accéder de l'extérieur par des passages voûtés (vomitoires) situées à l'arrière et desservies par des galeries extérieures dont cinq ont été identifiées. De l'orchestre où prenaient place sur des sièges d'honneur trois rangs de spectateurs privilégiés demeurent plusieurs grandes dalles en demi-cercle.
Au pied des gradins l'orchestre est une transition avec l'estrade où évoluaient les acteurs, installée sur une couverture de bois du ruisseau. Sur sa rive gauche le mur de scène (en latin : frons scaena) occupe toute la hauteur du théâtre (12 mètres). Il était décoré de colonnes corinthiennes et de niches où se trouvaient des statues. Trois portes, par lesquelles les acteurs accédaient aux coulisses, y étaient percés. À l'arrière de ce mur un jardin était bordé à l'ouest d'un portique.
Le théâtre, dont le diamètre est de 68 mètres environ, pouvait contenir environ 3 000 spectateurs.

### Des thermes privés («La Planchette»)
Ces thermes, fouillés en 1965 et 1966, sont constitués, au sud-ouest de la ville antique et à l'entrée du village moderne, d'un ensemble de cinq salles alignées du nord au sud. La salle 1 devait constituer le vestiaire (apodyterium). Au même niveau, la salle 2, présentant à l'est un bassin de plan trilobé revêtue de plaques de marbre et à l'ouest une petite baignoire, était vraisemblablement une salle froide (frigidarium). Les trois dernières salles (caldarium et tepidarium) manifestent la présence des pilettes carrées (hypocaustes) supportant les sols, entre lesquelles circulait l'air chaud.
À l'ouest de ces dernières salles une autre salle, rectangulaire, en contrebas de trois marches, devait avoir fonction de salle de service. Au nord-est du bassin tréflé, un autre bassin, isolé et de construction plus grossière, semble avoir été utilisé comme réservoir.
Selon les dimensions des salles, il s'agirait plutôt de bains privés que de bains publics. Les monnaies retrouvées dans le balneum datant de la fin du IIIe et de la première moitié du IVe siècle, le balneum aurait été construit dans le courant du IIe ou du IIIe siècle et détruit vers le milieu du IVe.

### «Les Basaltes»
Le quartier des Basaltes est connu par son sanctuaire situé au sud-ouest de la ville antique. Il a été fouillé par J.-C. Béal en 1987. L'aire sacrée est délimitée par une clôture. À l'intérieur, se développent un temple et deux chapelles à hypogée. La particularité de ce sanctuaire est de posséder des dépôts votifs exceptionnels puisque des étoiles en or ont été découvertes dans quatorze pots, visibles à MuséAl, musée de site d'Alba-la-Romaine. Ce sanctuaire est daté du IIe siècle de notre ère.

### Lesvillae(«Maisons urbaines du champ Delauzun» ou «Le Pinard»)
Des habitations luxueuses ont été découvertes fortuitement en 1967 au sud-est de la ville près de la rivière l'Escoutay, au sud de la nationale 102, dans un champ appartenant à M. Delauzun. C'est sur ce site qu'ont été trouvés parmi des objets divers (lampe à huile, monnaies, ossements d'animaux) les vestiges les plus anciens, fragments d'amphores et de céramiques d'importation italienne (céramique campanienne).

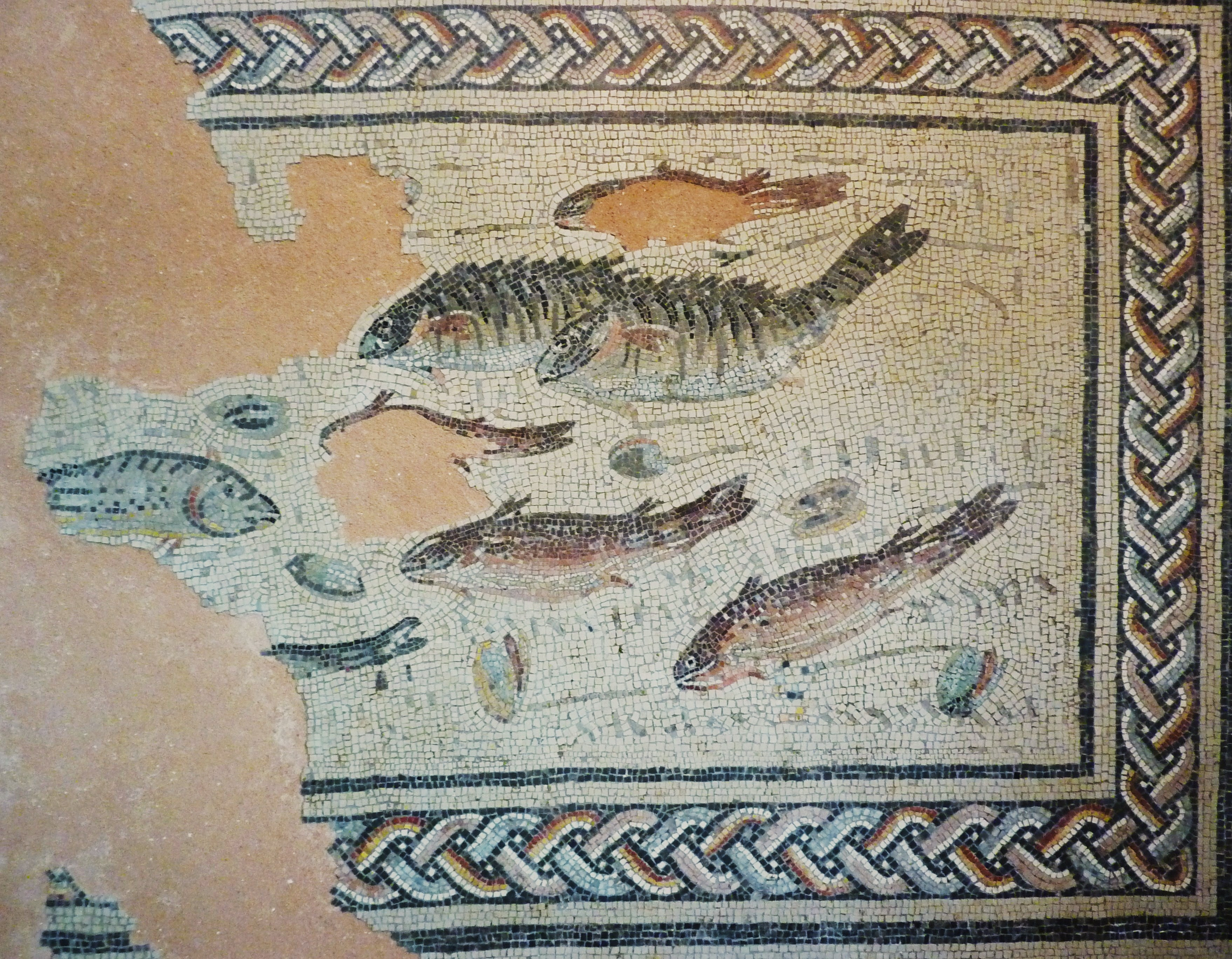
Mosaïque des poissons.

Deux grandes maisons sont séparées par une rue en forte pente d'orientation est-ouest, bordée de caniveaux couverts de dalles calcaires. La première maison (maison I ou maison sud) est composée d'un péristyle et d'un jardin orné d'un bassin rectangulaire à abside et d'un puits d'une profondeur de 10,50 mètres et de treize pièces, réparties sur 1 250 m2 et deux étages, où ont été ajourées neuf mosaïques. Le triclinium (salle à manger), situé au centre du péristyle dans l'axe du bassin, est précédé d'un couloir dont le sol est mosaïqué. Toutes ces mosaïques, datables selon des critères stylistiques de la première moitié du IIe siècle apr. J.-C., sont constituées d'un décor géométrique noir sur fond blanc, quelquefois orné d'une discrète polychromie. Une petite pièce encore partiellement pourvue de son dispositif de chauffage par hypocauste a également été repérée. Un portique dont il demeure plusieurs bases de piliers, longeait la maison du côté de la rue.
La seconde maison (maison II ou maison nord), dont l'alignement ne respecte pas celui de la rue, a livré des mosaïques plus tardives datant de la fin du IIe ou du début du IIIe siècle (époque des Sévères). Sur l'une d'entre elles, découverte en 1967, qui couvrait un seuil de porte ou le sol de la salle à manger (triclinium), figurent des poissons d'eau douce (perches, truites, peut-être une tanche ou une carpe) et des coquillages, une variété de moules (anodontes) de rivière.

### Le site de Saint-Pierre
Les fouilles du site, entreprises par F. Delarbre en 1945, ont été poursuivies de 1964 à 1976 sous les directions successives de MM. Le Glay, Tourrenc et Lauxerois. Des débris de marbres, de fresques et de tessons de poteries datant du Ier siècle ont été retrouvés dans ses couches les plus profondes, vestiges de premières constructions. Selon les hypothèses suggérées par les découvertes effectuées en 1966 trois monuments se seraient ensuite superposés de l'Antiquité au Moyen Âge.
Un premier monument, vraisemblablement assez important, daterait selon un fragment d'inscription de la fin du IIe ou du début du IIIe siècle (règne de Septime Sévère). Il en demeure un dallage bordé d'un caniveau, trois murs parallèles déterminant un portique d'une largeur de 3,50 mètres, ouvrant sur une salle d'une profondeur de 5,90 mètres, et un bassin (10,75 × 7 × 1,56 mètre).
Un autre édifice apparaît, au sud, à un niveau légèrement supérieur. De dimensions modestes (16 × 9,5 mètres) son plan carré se prolonge dans son axe ouest-est par une salle débordante surélevée (de 5 mètres de côté). Le monument semble constituer un martyrium, transformé ensuite en église divisée en trois nefs. Cette église est précédée sur le côté nord par un corridor dallé de 2,50 mètres de large. Au-delà du seuil, une cour dallée (4,50 × 3,50 mètres) mène à un baptistère.
Au nord une église plus grande, orientée ouest-est, formée de plusieurs nefs et dallée, fut sans doute, plus tard, la cathédrale d'Alba. Trois niveaux de tombes ont été repérées : sous le dallage des tombes, de tradition romaine, sous tuiles assemblées en forme de toit, des sarcophages caractéristiques de l'époque mérovingienne et, sur le dallage d'autres tombes datant du Moyen Âge.
Plus au nord un prieuré s'est installé au XIIe siècle. La chapelle, de 20,50 mètres sur 4 mètres, composée d'un narthex, une nef et un chœur, a subi par la suite de nombreux remaniements jusqu'à sa destruction partielle au XVIe siècle puis son abandon au XVIIe.

### Saint-Martin, «La Plaine»

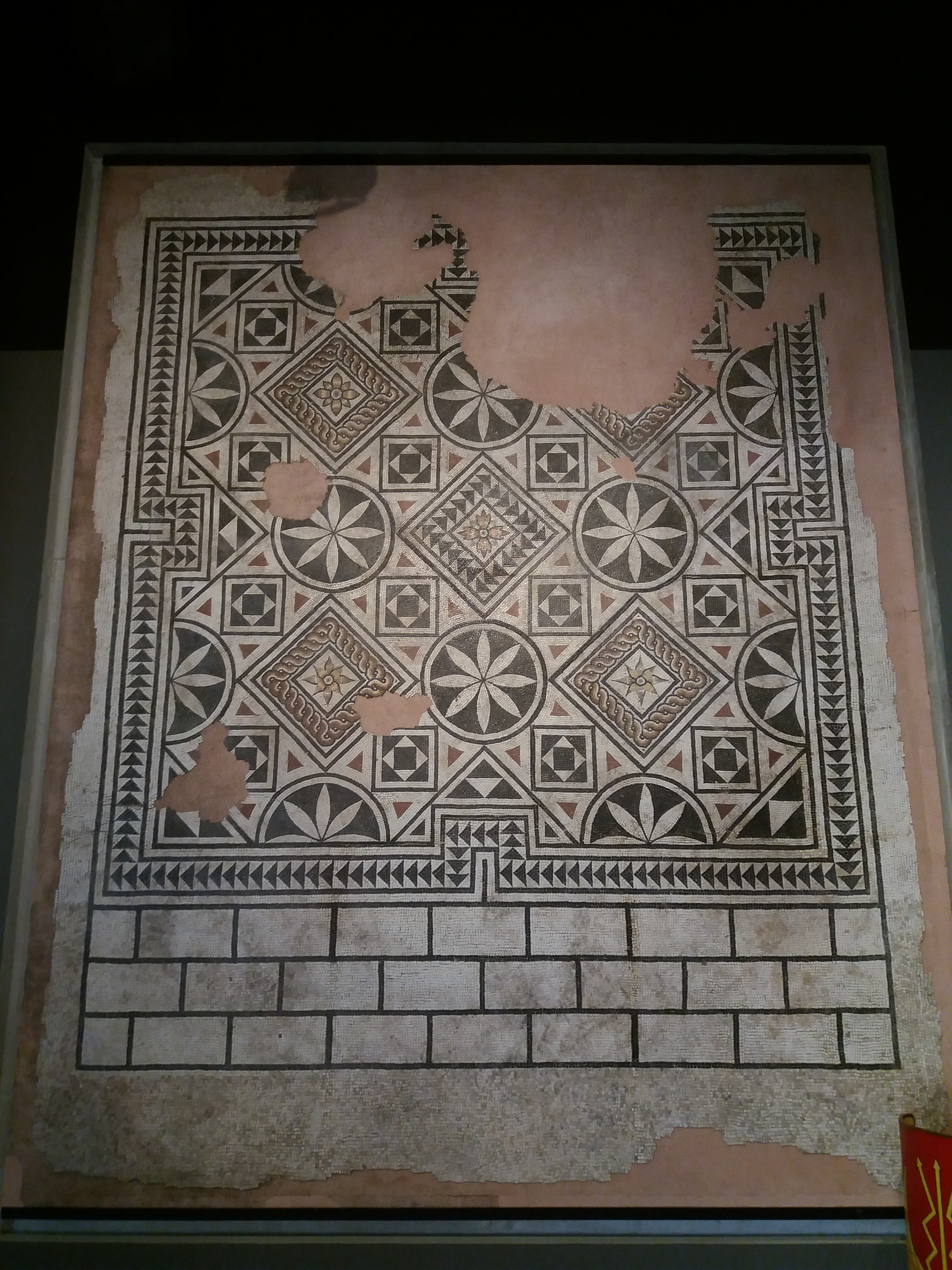
Mosaïque du IIe siècle, triclinium de la villa de la Plaine.

À Saint-Martin une villa suburbaine indique un passage de la ville à la campagne.
Un cimetière gallo-romain a été révélé tout juste au sud de la nationale 102, de l'emplacement de l'église et du cimetière médiéval.
La périphérie de la ville antique livre plusieurs villae, exploitations agricoles et habitations (jardin, portique, pièce d'eau, mosaïques), notamment au quartier de « La Plaine ».